# Mother Twilight
Mother Twilight es el segundo álbum de estudio de Faun Fables. Fue lanzado en 2001 por Drag City.

## Lista de canciones
| Mother Twilight |                          |          |  |
| N.º             | Título                   | Duración |  |
| 1.              | «Begin»                  | 2:44     |  |
| 2.              | «The Crumb»              | 3:04     |  |
| 3.              | «Shadowsound»            | 5:02     |  |
| 4.              | «Hela»                   | 4:33     |  |
| 5.              | «Traveller Returning»    | 6:22     |  |
| 6.              | «Train»                  | 3:20     |  |
| 7.              | «Beautiful Blade»        | 4:28     |  |
| 8.              | «Mother Twilight»        | 7:01     |  |
| 9.              | «Lightning Rods»         | 3:34     |  |
| 10.             | «Moth»                   | 6:06     |  |
| 11.             | «Girl That Said Goodbye» | 4:20     |  |
| 12.             | «Washington State»       | 2:16     |  |
| 13.             | «Catch Me»               | 3:05     |  |
| 14.             | «Live Old»               | 5:25     |  |
| 61:53           |                          |          |  |